# جون باجوي
جون فريدي باجوي أورتيز (بالإسبانية: John Pajoy)‏ لاعب كرة قدم كولومبي من مواليد (10 نوفمبر 1988) لعب سابقاً في نادي الحزم السعودي.

## روابط خارجية
- جون باجوي على موقع قاعدة بيانات كرة القدم.إي يو (الإنجليزية)
- جون باجوي على موقع Soccerway.com (الإنجليزية)
- جون باجوي على موقع AS.com (الإسبانية)